# CATO

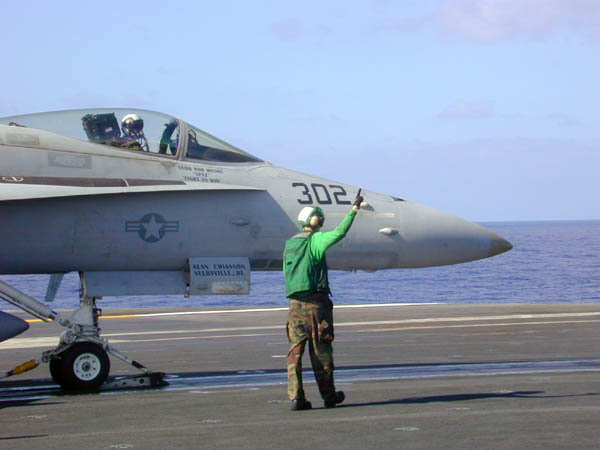
McDonnell Douglas F/A-18 Hornet na katapulcie oczekuje na start

CATO - akronim od angielskiego Catapult Assisted Take Off używany w lotnictwie do określania sposobu startu samolotu ze wspomaganiem katapultą. Start przy pomocy katapulty ma na celu skrócenie rozbiegu zwłaszcza przeciążonych maszyn, startujących z pokładów lotniskowców. W celu skrócenia rozbiegu maszyn startujących z lotnisk polowych stosuje się zazwyczaj systemy JATO lub RATO. 
Do wyciągania w powietrze szybowców poza holowaniem przez inne samoloty, stosuje się podobne systemy, ale oparte na gumowych linach podobnych do bungee lub specjalnych wyciągarkach wykorzystujących linę nawijaną na bęben wyciągarki o napędzie spalinowym.